# Hudson (rzeka)
Hudson – rzeka w północno-wschodniej części Stanów Zjednoczonych, w całości płynąca przez teren stanu Nowy Jork, a jej niewielki fragment w dolnej części stanowi granicę ze stanem New Jersey.
Jej długość wynosi 507 km (315 mil), a powierzchnia dorzecza 35 tys. km². Wypływa z gór Adirondack, w pobliżu Mount Marcy, następnie płynie głębokim obniżeniem przez północne pasma Appalachów i uchodzi do Upper New York Bay (Ocean Atlantycki). 
Dzięki wybudowaniu w XIX wieku trzech kanałów rzeka posiada połączenia z systemem Wielkich Jezior (New York State Barge Canal (Kanał Erie)), Rzeką Świętego Wawrzyńca (Champlain Canal) oraz północną Pensylwanią (Delaware Hudson Canal). Płynie wzdłuż Manhattanu od strony zachodniej. Stanowi ważną drogę wodną, są nad nią położone porty Albany i Nowy Jork. 
Odkrył ją w 1524 roku Giovanni da Verrazzano, ale nazwę otrzymała na cześć Henry’ego Hudsona, który eksplorował ją w 1609 roku i zainspirował kolonizację jej ujścia.